# Abraxas confluentaria
Abraxas confluentaria är en fjärilsart som beskrevs av W. Warren 1895. Abraxas confluentaria ingår i släktet Abraxas och familjen mätare. Inga underarter finns listade i Catalogue of Life.